# Conn Findlay
Conrad Francis "Conn" Findlay, né le 24 avril 1930 à Stockton (Californie) et mort le 8 avril 2021 à San Mateo (Californie), est un sportif américain médaillé olympique en aviron et en voile.
Il a remporté trois médailles olympiques en aviron en 1956, 1960 et 1964 ainsi qu'une en voile en 1976.
Findlay a fait partie des équipages gagnants de la Coupe de l'America en 1974 et 1977.

## Palmarès

### Jeux olympiques
- Médaille d'or au deux barré des Jeux olympiques d'été de 1956 à Melbourne
- Médaille d'or au deux barré des Jeux olympiques d'été de 1964 à Rome
- Médaille de bronze au deux barré des Jeux olympiques d'été de 1960 à Tokyo
- Médaille de bronze en classe Tempest aux Jeux olympiques d'été de 1976 à Montréal